# Dover Island, Nova Scotia
Dover Island är en ö i Kanada.   Den ligger i provinsen Nova Scotia, i den sydöstra delen av landet, 900 km öster om huvudstaden Ottawa. Arean är 0,31 kvadratkilometer.
Terrängen på Dover Island är mycket platt. Öns högsta punkt är 23 meter över havet. Den sträcker sig 0,6 kilometer i nord-sydlig riktning, och 1,2 kilometer i öst-västlig riktning.